# Racja żywnościowa

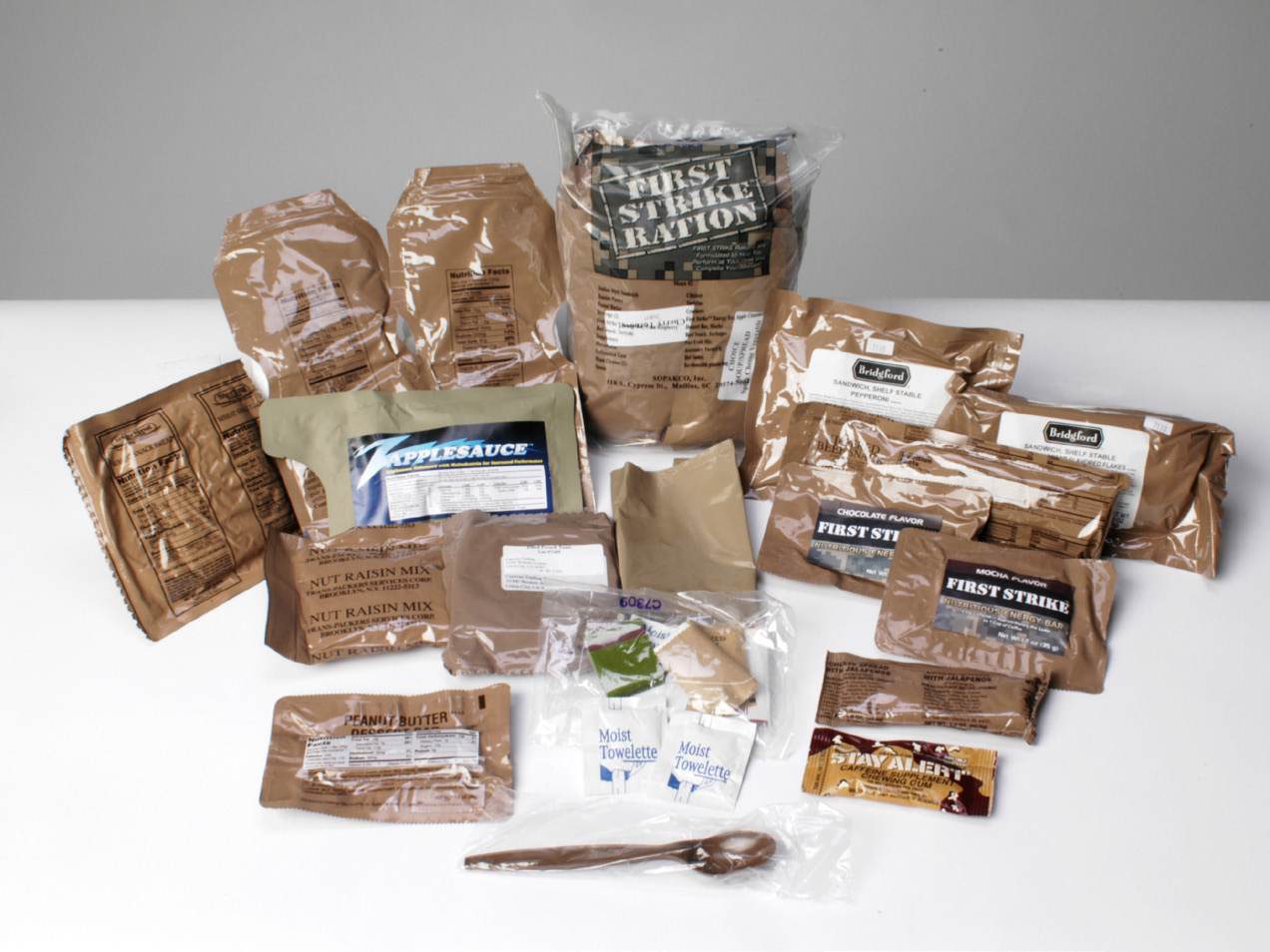
Racja żywnościowa FSR

Racja żywnościowa (także: racja polowa, wojskowa; żywność turystyczna) – kompaktowy zestaw żywności nie wymagającej dodatkowego przyrządzania przeznaczony do spożycia w warunkach polowych.
Zestawy takie wydawane są żołnierzom, gdy nie można zapewnić im ciepłego posiłku z kuchni polowej. Są stosowane przez turystów (szczególnie pieszych), himalaistów, żeglarzy i grotołazów. Są łatwe do rozdziału, dlatego stosuje się je po klęskach żywiołowych na obszarach nimi dotkniętych.

## Wymagania dla żywności
Żywność wchodząca w skład takich zestawów powinna:
- być trwała i nadawać się do długiego przechowywania bez lodówki,
- być lekka i zajmować mało miejsca,
- mieć dużą wartość kaloryczną,
- być względnie tanią (ważne w wojsku, ignorowane w turystyce),
- być odporna na bardzo wysokie (około 50 °C) i bardzo niskie (około –30 °C) temperatury.

## Przykładowy skład
- suchary lub inne trwałe pieczywo, np. Anzac,
- konserwy mięsne lub rybne,
- kawa rozpuszczalna, cukier,
- baton, zwykle bez czekolady,
- żywność liofilizowana.
- suszona wołowina tzw. Beef Jerky lub inne mięso suszone na sposób południowoafrykański tzw. Biltong

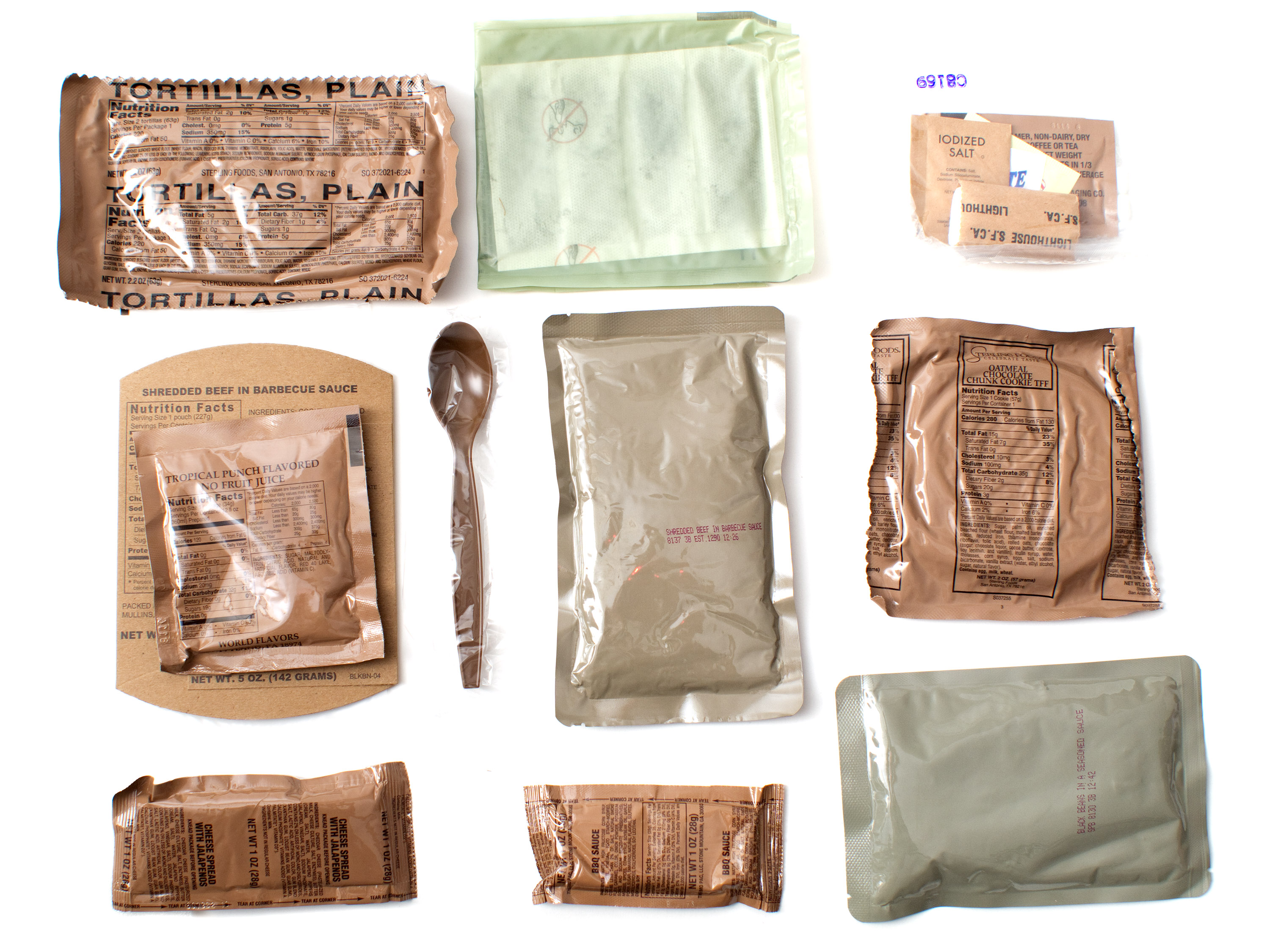
Zawartość amerykańskiego zestawu MRE
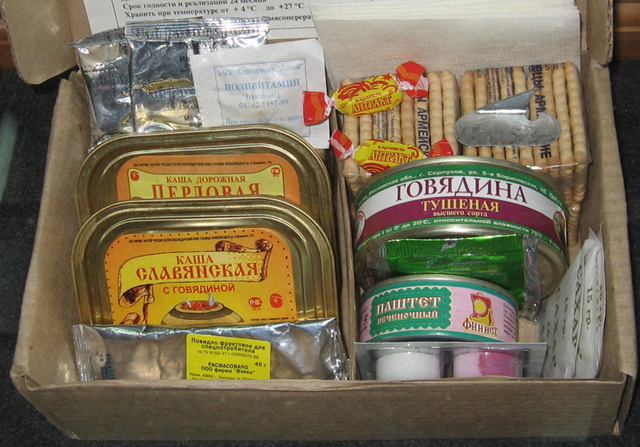
Zawartość rosyjskiego zestawu dla oficerów
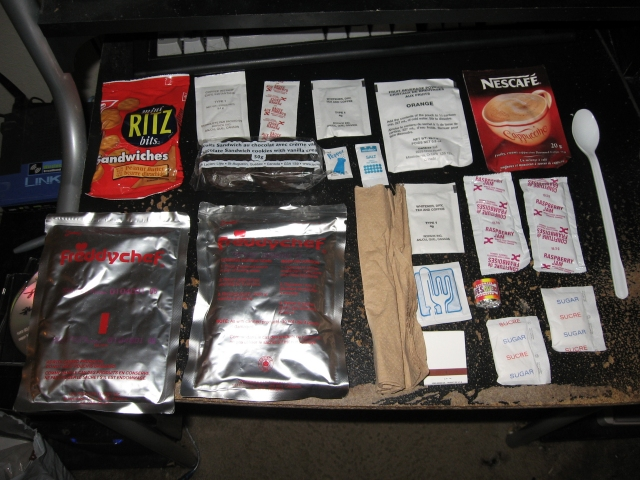
Zawartość kanadyjskiego zestawu
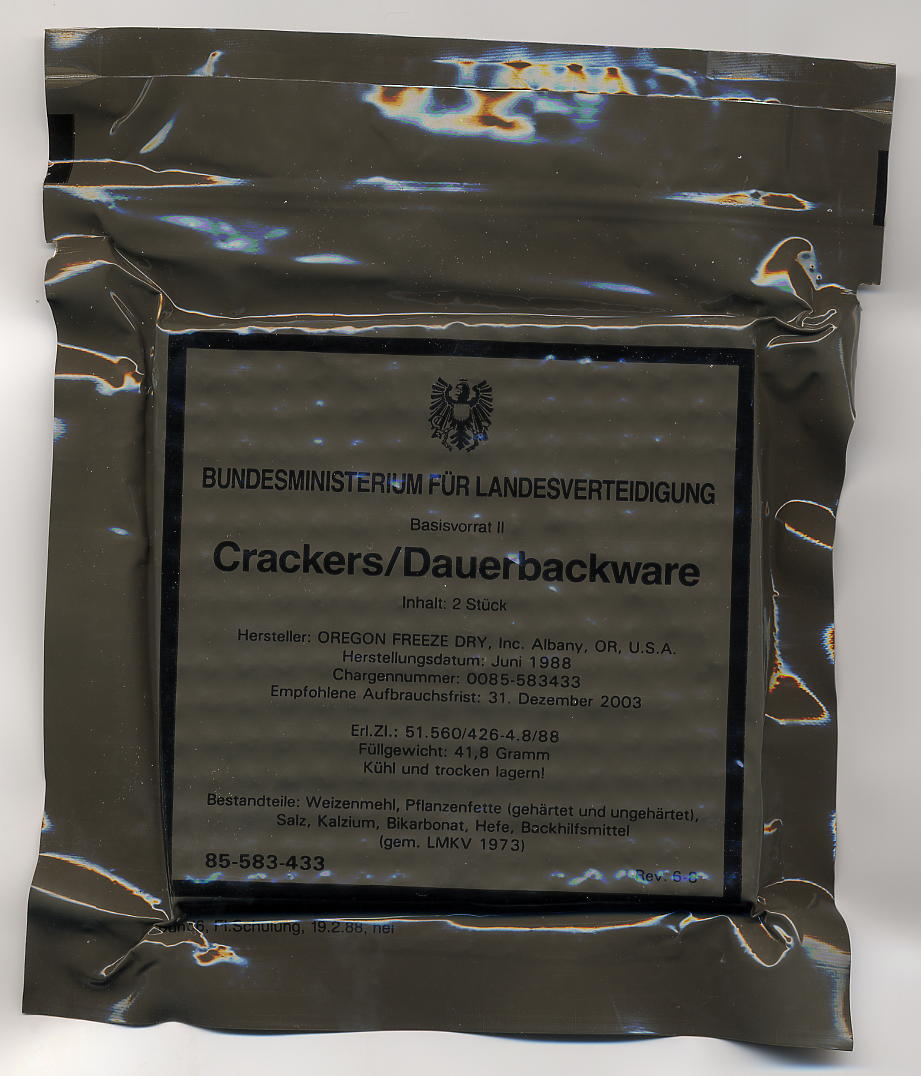
Paczka sucharów wchodzących w skład wyposażenia Bundesheer

## Skład porcji dziennej w WP II RP
- Należność – Wojenna „W”

Chleb żołnierski – 800 g
Mięso – 300 g
Jarzyna twarda – 150 g
Ziemniaki – 700 g
Słonina – 40 g
Cebula świeża – 15 g
Cukier – 25 g
Konserwy kawowe – 50g
Korzenie – 0,5 g
Mąka do przypraw – 10 g
Mydło – 5 g
Ocet – 10 ml
Papierosy – 10 szt.
Sól do przyprawiania – 22 g
Włoszczyzna suszona – 1 g
Zapałki – 2 pud.
- Należność – Sucha „S”

Chleb żołnierski – 1200 g
Wędlina świeża – 200 g
Słonina – 50 g
Cukier – 25 g
Konserwy kawowe – 50 g
Mydło – 5 g
Papierosy – 10 szt.
Zapałki – 2 pud.
- Należność – Rezerwowa „R”

Suchary – 300 g
Konserwa mięsna – 200 g
Konserwy kawowe – 50 g
Papierosy – 10 szt.

## Skład porcji dziennej dla jednego żołnierza wWehrmachcie
- a. posiłek zimny (suchy prowiant)

Chleb żołnierski – 750 g
masło – margaryna – 45 g
kiełbasa/ryba/ser (świeże lub konserwy) – 120 g
marmolada/miód – 200 g
7 sztuk papierosów, lub 2 cygara
1 rolka dropsów/cukier gronowy
- b. ciepły posiłek

ziemniaki, warzywa – 750 g
mięso świeże – 120–250 g (w miarę możliwości)
tłuszcz roślinny/zwierzęcy – 45 g
sól, przyprawy – 15 g
kawa zbożowa/herbata – 10 g
jajka, owoce (w miarę dostępności)
Świeże mięso z przyprawami, tłuszcz i ziemniaki wydawano z kuchni polowej jako ciepły posiłek. Także kawę i herbatę wydawano jako ciepły napój.

## Historia
„Żołnierze maszerują na żołądkach” – Napoleon Bonaparte.

W czasie wojen napoleońskich rząd francuski zaoferował 12 000 franków wynalazcy, który znajdzie tani sposób konserwacji żywności na dużą skalę. Było to spowodowane koniecznością zapewnienie aprowizacji rosnącej armii. Dokonał tego w 1809 Nicolas Appert, który wynalazł metodę termicznej konserwacji żywności w zamykanych, szklanych słojach. Szklane opakowania, jako podatne na stłuczenie, nie były specjalnie praktyczne, dlatego w 1810 Peter Durand opatentował zamykanie żywność w stalowych puszkach. Pierwsze puszki były zamykane (lutowane) lutem zawierającym ołów, dlatego możliwe było zatrucie ołowiem ich użytkowników. Otwieracz do konserw wynaleziono w 1858, wcześniej żołnierze otwierali puszki bagnetami lub rozbijali je o kamienie.